# Слуква суматранська
Слуква суматранська (Scolopax saturata) — вид сивкоподібних птахів родини баранцевих (Scolopacidae).

## Поширення
Ендемік Індонезії. Поширений на Суматрі та Яві. Мешкає лише у вологих гірських лісах. Гніздиться на підстилці з моху в негустому підліску.

## Опис
Птах досягає розміру від 29 до 31 см. Груди і більша частина живота буруваті. Підборіддя жовто-коричневе. Відрізняється від споріднених видів світлою ділянкою у верхній частині черевця.